# Facing the Animal
Albums de Yngwie Malmsteen
Inspiration
(1996) Concerto Suite For Electric Guitar & Orchestra In Eb Minor, Opus I - Millenium
(1998)
Facing the Animal est un album d'Yngwie Malmsteen, le 10e album studio de sa carrière, sorti le 3 septembre 1997 au Japon sur le label Pony Canyon.

## Liste des titres
Toutes les chansons sont écrites et composées par Yngwie Malmsteen.
| No  | Titre                     | Durée |
| --- | ------------------------- | ----- |
| 1.  | Braveheart                | 5:19  |
| 2.  | Facing the Animal         | 4:37  |
| 3.  | Enemy                     | 4:53  |
| 4.  | Sacrifice                 | 4:19  |
| 5.  | Like an Angel – For April | 5:47  |
| 6.  | My Resurrection           | 4:48  |
| 7.  | Another Time              | 5:03  |
| 8.  | Heathens from the North   | 3:39  |
| 9.  | Alone in Paradise         | 4:33  |
| 10. | End of My Rope            | 4:24  |
| 11. | Only the Strong           | 6:05  |
| 12. | Poison in Your Veins      | 4:23  |
| 13. | Air on a Theme            | 1:43  |

| 14. | Casting Pearls Before the Swine | 3:57 |

## Équipe
- Yngwie Malmsteen : guitare, basse
- Barry Dunaway : basse
- Mats Olausson : claviers
- Mats Leven : chant
- Cozy Powell : batterie

## Autour de l'album
Cet album se démarque pour plusieurs raisons : le son, plutôt américanisé, s'éloigne du style néoclassique d'Yngwie. D'ailleurs, il ne subsiste qu'un seul instrumental emprunté à Vivaldi (RV 442), et l'album est axé sur les chansons et non sur les solos. D'où un genre plus FM parfois, malgré une ambiance sombre. Malmsteen a écrit des textes plus personnels qu'à l'accoutumée en partenariat avec le chanteur Mats Leven, afin d'extérioriser son récent divorce. Certains riffs sont également plus simples et incisifs. Mats Leven revendique sur son site web la paternité de la chanson Facing The Animal qu'il aurait apportée à Yngwie début 1997, ce qui est plausible vu la simplicité de la chanson et qu'elle est absente de toutes les démos existantes sur le double album pirate Facing Cozy's Imagination. Il faut aussi noter le retour du bassiste Barry Dunaway qui jouait déjà sur la tournée Odyssey en 1988-89.
La production est compacte et met moins en avant les guitares (coproduction entre Yngwie et Chris Tsangarides) met en valeur le regretté Cozy Powell, décédé le 9 avril 1998 dans un accident de voiture. La tournée japonaise devait durer une vingtaine de dates, la popularité de Cozy Powell étant importante dans ce pays mais à la suite d'une blessure dans un accident de voiture, sa participation était annulée. Le nombre de concerts fut diminué en conséquence au Japon. 
Le dernier titre, fourni uniquement au Japon, voit Yngwie aux claviers, Mats Olausson étant rentré chez lui au moment de l'enregistrement. Ce titre a également été élu "meilleur riff" par les lecteurs du magazine japonais Burrn! qui est une référence. L'album a été bien accueilli par la presse, (le rédacteur en chef du magazine Burnn a déclaré qu'il ne croyait pas qu'un jour un homme puisse lui faire dire qu'il y avait meilleur que Ritchie Blackmore).
Malmsteen a aussi laissé de côté six morceaux totalement enregistrés : Playing With Fire, The One (aussi connu sous le nom Waiting For You, au riff très Jimi Hendrix), Calm Before The Storm (aussi connu sous le nom Unbelievable), No Tomorrow et Paradox, un instrumental. Ces titres sont disponibles sur le bootleg Facing Cozy's Imagination. Le sixième titre, Treasure From The East, est apparu en tant que bonus-track pour l'album War to End All Wars.
Le manager de l'époque, Jim Lewis, avait réussi à faire signer Malmsteen chez Polygram, réunissant les deux parties séparées depuis 1991. Mais à la suite du rachat par Universal de Polygram / Polydor, le contrat fut cassé. Yngwie signa sur un petit label pour l'Europe, scellant le sort du disque par la même occasion faute de promotion.